# Вега, Хосе
Хосе Антонио Родригес Вега (исп. José Antonio Rodríguez Vega) — испанский серийный убийца, более известный как «Убийца пожилых леди», приговоренный к 440 годам лишения свободы за изнасилования и убийства не менее 16 женщин в возрасте от 61 до 93 лет, совершённые им между августом 1987 и апрелем 1988 года.

## Биография
Хосе Антонио Родригес Вега родился 3 декабря 1957 года в городе Сантандер, франкистская Испания. В подростковом возрасте избил своего тяжелобольного отца, за что был выгнан из дома матерью. После чего, по собственным словам, у него сформировалась мизогиния. В 1978 году совершил серию изнасилований женщин, за что был приговорён к 27 годам лишения свободы. Однако позже за хорошее поведение срок был сокращён до 8 лет. Вега был выпущен в середине 1986 года. Пока он сидел в тюрьме, жена развелась с ним, что только усилило ненависть будущего убийцы к противоположному полу. Он женился во второй раз, по одним данным, на умственно-отсталой, по другим — на женщине, страдающей эпилепсией. Вега всячески измывался над женой и избивал её, однако для друзей и соседей сохранял видимость заботливого и любящего мужа.
У Хосе Вега был природный талант располагать к себе людей, поэтому до момента ареста все окружающие его люди отзывались об убийце только с положительной стороны, как о приятном трудолюбивом человеке и заботливом муже.

### Серия убийств и арест
Схема, по которой действовал преступник, всегда была одинаковой. Благодаря своей располагающей внешности и природному обаянию Вега знакомился с будущей жертвой, как правило, с одинокой пожилой женщиной, общался с ней до тех пор, пока не узнавал точный распорядок дня, привычки и прочие необходимые вещи, потом предлагал оказать какую-либо помощь по дому либо во дворе и, проникая в жилище, совершал изнасилование и убийство жертвы. Во всех случаях Вега забирал себе какие-либо понравившиеся ему вещи с места преступления: от букета искусственных цветов до телевизора.
Первой жертвой маньяка стала 82-летняя Маргоритта Гонсалес, которую он изнасиловал и задушил 6 августа 1987 года, кроме того, покидая место преступления, Вега засунул женщине в горло её же зубные протезы. Второй была убита 80-летняя Кармен Фернандес, это произошло 30 сентября 1987 года. В середине октября того же года Вега изнасиловал и задушил 66-летнюю Нативидеду Эспинозу. 21 января 1988 года изнасиловал и убил Кармен Гонсалес. Последней жертвой маньяка стала 66-летняя Юлия Фернандез, изнасилованная и задушенная им 21 апреля 1988 года.
Кроме того, Хосе Вега совершил ещё по меньшей мере 11 убийств, однако имена жертв, как и обстоятельства их совершения, следствием так и не были раскрыты. По крайней мере несколько убийств, совершённых Вегой, были признаны изначально «смертью по естественным причинам», это объясняется пожилым или престарелым возрастом жертв.
Наконец, 19 мая 1988 года Хосе Антонио Родригес Вега был арестован полицией на улице Кодо деля Торе в Сантандере, прямо во время прогулки со своей 23-летней знакомой Марией Ньевес. Изначально Вега отрицал всяческую причастность к убийствам, но уже вскоре полицейские во время обыска дома маньяка нашли потайную комнату, в которой были обнаружены вещи, похищенные с мест преступлений, после чего он во всём сознался.

## Суд и смерть
На суде, начавшемся в ноябре 1991 года, Хосе Вега отказался от всех признательных показаний и утверждал, что все женщины умерли по естественным причинам. Кроме того, в некоторых случаях Вега отрицал даже сам факт знакомства с жертвой. Однако найденные в доме убийцы некоторые вещи убитых им женщин доказали обратное. Судебные психиатры признали Вега страдающим психопатическим расстройством личности, но все же способным отвечать за свои действия, поэтому в конечном итоге Хосе Антонио Родригес Вега был признан виновным в 16 убийствах и приговорен к 440 годам лишения свободы.
24 октября 2002 года во время прогулки в тюремном дворе Хосе Вега был атакован двумя другими заключенными, которые нанесли ему несколько ранений заточками, от которых преступник скончался на месте. На следующий день он был похоронен в безымянной могиле на тюремном кладбище, на похоронах присутствовали лишь два работника кладбища.